# Iskalla killen (full av mänsklig värme)
Iskalla killen (full av mänsklig värme) är Hansson de Wolfe Uniteds första studioalbum från 1979.
Arrangerad och producerad av Dick Hansson och Lorne de Wolfe. Inspelad i Bastun, Stockholm, av Bo Anders Larsson, Peter Olsson, Håkan Wollgård och Kåre Hjelm. Mixad i Bastun av Bo Anders Larsson och Peter Olsson.
Albumet är en av titlarna i boken Tusen svenska klassiker (2009).

## Låtlista
1. "Iskalla killen" – 4:08
2. "Som att gunga sin själ i en hammock" – 3:39
3. "En tidig morgon" – 3:58
4. "Minnenas sorl" – 4:45
5. "Vad gör väl ett regn ibland" – 2:46
6. "Snurra mitt lyckohjul" – 4:31
7. "(Sjung för mig) Byssan lull" – 3:56
8. "Vargen i din kropp" – 3:46
9. "I Couldn't Live (without That Music Swinging)" – 3:02
10. "Old Cuba libre bar" – 3:32
11. "Iskalla killen 2" – 2:29

## Medverkande
- Lorne de Wolfe - Text & musik, sång, elpiano, flygel, orgel, solina, clavinet, ak.gitarr (spår 3)
- Dick Hansson - Medtextförfattare (spår 5, 7, 8, 10), slagverk, bakgrundssång
- Ingrid Munthe - Medtextförfattare (spår 1-6)
- Claes Palmkvist - Akustisk gitarr, bakgrundssång
- Ola Brunkert - Trummor (spår 1, 2, 5-11)
- Peter Sundell - Trummor (spår 3 och 4)
- Jan Bergman - Bas (spår 1-10)
- Christian Weltman - Bas (spår 11)
- Björn Linder - Elgitarr (spår 3, 7, 11)
- Dag Mattson - Elgitarr (spår 2 och 3)
- Carl Rox - Akustisk gitarr (del 2 av spår 1)
- Björn J:son Lindh - Clavinet (spår 3), elpiano (spår 4, 11)
- Ulf Andersson - Saxofon, flöjt
- Bo Anders Larsson - Bakgrundssång

### Fotnoter
1. ↑  Gradvall et al 2009, nr. 545